# Hamadanska pokrajina
Hamadanska pokrajina (perz. استان همدان; Ostān-e Hamadān) je jedna od 31 iranske pokrajine. Smještena je u zapadnom dijelu zemlje, a omeđena je Zandžanskom i Kazvinskom pokrajinom na sjeveru, Markazijem na istoku, Luristanom na jugu, te Kermanšaškom i Kurdistanskom pokrajinom na zapadu. Hamadanska pokrajina ima površinu od 19.368 km², a prema popisu stanovništva iz 2011. godine u njoj je živjelo 1,758,268 stanovnika. Sjedište pokrajine smješteno je u gradu Hamadanu.

## Okruzi
- Asadabadski okrug
- Baharski okrug
- Fameninski okrug
- Hamadanski okrug
- Kabudrahanški okrug
- Malajerski okrug
- Nahavandski okrug
- Razanski okrug
- Tujserkanski okrug

## Vanjske poveznice
- (perz.) Službene stranice Hamadanske pokrajine  Arhivirana inačica izvorne stranice od 11. kolovoza 2008. (Wayback Machine)

Ostali projekti
|  | Zajednički poslužitelj ima još gradiva o temi Hamadan |